# Односи Србије и Уганде
Односи Србије и Уганде су инострани односи Републике Србије и Републике Уганде.

## Билатерални односи
Дипломатски односи са Угандом су успостављени 1963. године.
Амбасада Републике Србије у Најробију (Кенија) радно покрива Уганду.
Уганда је гласала против пријема Косова у УНЕСКО 2015.

### Економски односи
- У 2020. укупна робна размена износила је 35,5 милиона долара. Од тога је извоз Србије био 30,2 док је увоз вредео 5,3 мил. УСД.
- У 2019. размењено је укупно роба у вредности од 10,4 милиона УСД. Извоз из наше земље износио је 6,93 а увоз 3,55 мил. долара.
- У 2018. укупна робна размена износила је 5,15 милиона долара. Од тога је извоз из РС био 611 хиљада, а увоз 4,54 милиона УСД.[4][5]

### Некадашњи дипломатски представници

#### У Кампали
- Хрвоје Скоко, амбасадор, 1988—
- Славољуб Алексић, амбасадор, 1984—1988.
- Ранко Балорда, амбасадор, 1980—1984.
- Милан Косевски, амбасадор, 1975—1980.
- Мирко Калезић, амбасадор, 1971—1975.
- Мићо Ракић, амбасадор, 1967—1970.
- Љубо Рељић, амбасадор, 1965—1967.